# Lineární perspektiva

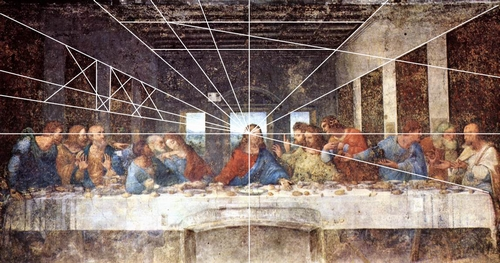
Leonardo da Vinci: Poslední večeře

Lineární perspektiva je středové promítání, které se snaží napodobit lidské oko. Cílem je zobrazit názorný obraz předmětu daného sdruženými pravoúhlými průměty tak, aby byl podobný obrazu předmětu vnímaného okem. Proto je třeba zavést na středové promítání omezující podmínky. V technické praxi se využívá především k zobrazování objektů větších rozměrů. Perspektivními obrazy jsou například fotografie.

## Základní pojmy
Perspektiva je dána distancí d, horizontem h,  výškou oka v, H∈h.
V lineární perspektivě promítáme ze středu  oka O na průčelnou rovinu ∨ (perspektivní průmětnu), a zobrazovaný objekt stojí na vodorovné rovině π obvykle za průmětnou v, což znamená v opačném poloprostoru jí tvořeném než oko O 

Základní pojmy, se kterými se budeme setkávat v lineární perspektivě:
- O ….oko perspektivy- střed promítání
- H …. hlavní bod
- Z …. základní bod – průsečík hlavní vertikály v se základnicí z
- z …. základnice – průsečnice základní roviny π s perspektivní průmětnou ∨
- S …. stanoviště – OS je kolmý na ∨
- d …. distance – d=|OH|
- π …. základní průmětna (půdorysna)- na ní obvykle stojí zobrazované objekty
- π´ …. obzorová rovina – rovnoběžně se základní rovinou π
- ∨ …. perspektivní průmětna (nárysna)
- v …. hlavní vertikála – leží ve ∨ a prochází hlavním bodem H kolmo k základnici z
- h …. horizont (obzor)

### Distanční kružnice a distančníky
Perspektiva objektu musí ležet uvnitř zorné kružnice k = (H,r). Její body se nazývají distančníky. Perspektivní průmětnu v ztotožníme s nákresnou a dostaneme perspektivní křiž. Distance také  splňuje vztah r≤d≤3r . Viz obr. 2.

### Zásady perspektivy
- distance d>20cm
- zobrazovaný objekt leží v zorném kuželi.
- r=d…zobrazení interieru
- 2r=d…zobrazení budov
- 3r=d…zobrazení silnic a mostů
- Výšku oka volí 160-165cm

Vzdálenost z od h, levý, pravý resp. horní, dolní distančník  Dl  Dp Dh Dd –  průsečíky distanční kružnice s h.
Když dodržíme tyto zásady vznikne perspektiva objektu blízka dojmu při pozorování skutečného objektu lidským okem.

## Vlastnosti perspektivy
Hlavní bod H je úběžníkem všech hloubkových přímek.Dále horizont h je úběžnicí všech vodorovných rovin a zároveň obsahuje úběžníky všech vodorovných přímek, které nejsou rovnoběžné se základnicí z. Perspektiva si zachovává rovnoběžnost průčelných přímek. Dále perspektiva zachová dělicí poměr tří navzájem různých bodů na průčelných přímkách. Distančníky jsou úběžníky přímek které svírají s průmětnou n úhel 45°. Perspektiva bp přímky b (O∉b,b||ν) je určena stopníkem Nb a úběžníkem Ub
(OUb ||b,Ub ∈ ∨) Platí   bp= Ub Nb

## Konstrukce perspektivy přímou metodou
Perspektiva je dána určujícími prvky (H,h,d,∨,H∈h).Objekt stojí na základní rovině π většinou za perspektivní průmětnou ∨.Základní rovinu (včetně půdorysu objektu) otočíme do perspektivní průmětny ∨ a sestrojíme nejprve perspektivu půdorysu objektu a potom vyneseme výšky.

### Perspektiva lphloubkové přímky l
Přímka leží v základní rovině.Budeme konstruovat tímto postupem: 

1·l1 je daný otočený půdorys hloubkové přímky l,l ⊂ π ,l je kolmý ∨→l1 je kolmý z. 

2.Sestrojíme stopník Nl hloubkové přímky l,l ∈π→ Nl≡;l1 ∩ z 

3.Hlavní bod H je úběžník  hloubkové přímky l 

4.Perspektiva hloubkové přímky je lp ≡ NlH viz obr.6

### Perspektiva bodu C, který leží na základní rovině

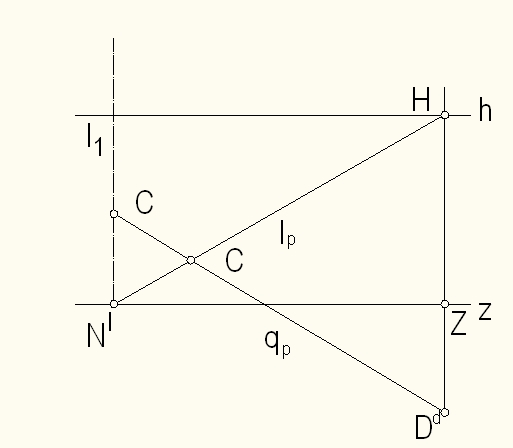
Obr. 7

Máme daný otočený půldorys C≡C1.Tohle je metoda dolního distančníku obr.7.Budeme konstruovat tímto postupem: 

Bodem C (C∈π) proložíme dvě pomocné přímky l,q.Sestrojíme jejich perspektivy lp,qp.Dále pro perspektivu Cp bodu C platí Cp≡ lp∩ qp

### Vynesení výšek
K bodu A, který leží v základní rovině, vyneseme výšku a. Viz obr.8. Budeme konstruovat tímto postupem: 

1.Sestrojíme perspektivu Ap bodu A,podle 4.2 

2.Bodem  Ap zvolíme perspektivu pomocné přímky b, ležící v základní rovině,b:A∈b,b∪π 

3.Na bp najdeme body Nb ,U,stopníky a úběžník přímky b 

4.|NbBp| = a je výška ve skutečné velikosti,NB leží v perspektivní průmětně,NbB≡NbBp 

5.A´B||ANb → ApNb, A´pBp mají společný úbežník U a platí tedy |AA´|=|NB| 

V prostoru jsme bodem B sestrojili rovnoběžku s pomocnou přímkou b ve vzdálenosti a. Viz obr.8.

## Konstrukce perspektivy nepřímou metodou
Historicky nejstarší nepřímou metodou je průsečná metoda. Objekt je zadán pomocí
Mongeovy projekce a perspektiva objektu se sestrojuje rovněž využitím prostředků Mongeovy
projekce. Daný objekt je postaven na ∨, perspektiva je dána průmětnou, okem a základní rovinou,
kterou je půdorysna. Průmětnu volíme podle toho, která část objektu má být viditelná